# Mission Alcatraz 2
Série
Mission Alcatraz
(2002)
Pour plus de détails, voir Fiche technique et Distribution.
Mission Alcatraz 2 (Half Past Dead 2) est un film d'action américain réalisé par Art Camacho, sorti directement en vidéo en 2007, qui met en vedette le catcheur Bill Goldberg.

## Synopsis
Deux détenus incarcérés dans un pénitencier et il y a une règne par une effroyable guerre des gangs. Une fois une émeute déclenche, ils sont obligés de faire équipe. Dans l'émeute un détenu en capture la fiancée du premier protagoniste et la fille du deuxième protagoniste.

## Fiche Technique
- Titre original : Half Past Dead 2
- Titre français : Mission Alcatraz 2
- Titre québécois : Les Coulisses de la mort 2
- Réalisateur : Art Camacho
- Scénario : Andrew Stevens, D. Kyle Johnson et Ryan Lay, d’après les personnages créés par Don Michael Paul
- Musique : Jon Lee
- Décors : Georgia Schwab
- Costumes : Sonia Woodfield
- Photographie : Ken Blakey
- Son : Mark Linden, Tara A. Paul
- Montage : Michael Kuge
- Production : Andrew Stevens

Production déléguée : William B. Steakley
Production associée : Jason DeBose
- Sociétés de production[1] : Sony Pictures Home Entertainment, Andrew Stevens Entertainment et Justified Greenhouse
- Sociétés de distribution : Sony Pictures Home Entertainment (États-Unis - DVD)
- Budget : n/a
- Pays d'origine :  États-Unis
- Langue originale : anglais
- Format[2] : couleur - 1,78:1 (Widescreen) (16:9) - son Dolby Digital
- Genre : action, thriller
- Durée : 92 minutes
- Dates de sortie[3] :
  - États-Unis : 15 mai 2007 (sortie directement en DVD)
  - France : 8 août 2007 (sortie directement en DVD)[4]
- Classification[5] :
  -  États-Unis : Interdit aux moins de 17 ans (certificat #43316) (R – Restricted) [Note 1].
  -  France : Tous publics[4].

## Distribution
- Bill Goldberg (VF : Gilles Morvan) : William Burke
- Kurupt (VF : Frantz Confiac) : Bernard « Twitch » Washington
- Jack Conley (VF : Luc Bernard) : Edward Wallace, le directeur de la prison fédérale de Creighton
- Robert Madrid (VF : Gérard Surugue) : Cortez
- Morocco Omari (en) (VF : Maurice Decoster) : J. T.
- Angell Conwell (en) (VF : Laurence Sacquet) : Cherise
- Robert LaSardo (VF : José Luccioni) : Rivera
- Alona Tal (VF : Marie Giraudon) : Ellie Burke
- Noelle Evans : Amy
- Robert Torti (VF : Yann Peira) : l'assistant du directeur Wallace
- Kale Browne (en) (VF : Michel Ruhl) : le gouverneur Adams
- Stogie Kenyatta (VF : Serge Faliu) : Angel
- John Lacy : Murphy
- Tony Plana (VF : François Dunoyer) : le directeur El Fuego
- Bruce Weitz : Lester McKenna
- Aldo Gonzalez (VF : Stéphane Fourreau) : le détenu homme de main de Lewis
- Joe Perez : Lewis
- Jeff Krebs : Hubert
- Mario Orozco (caméo non crédité)

 Source et légende : version française (VF) sur RS Doublage et Doublagissimo